# Nguyễn Chánh Tín
Nguyễn Chánh Tín (29 tháng 11 năm 1952 – 4 tháng 1 năm 2020) là một nam diễn viên người Việt Nam, được nhà nước Việt Nam trao tặng danh hiệu Nghệ sĩ ưu tú. Ông còn làm MC cho một số chương trình trò chơi truyền hình như Rồng vàng trên kênh truyền hình HTV7 và kinh doanh trong cương vị Giám đốc Hãng phim Chánh Phương.

## Xuất thân
Nguyễn Chánh Tín là con út trong gia đình có 5 người con, cha ông là Nguyễn Chánh Minh (võ sĩ nổi tiếng dưới thời vua Bảo Đại, chuyên đi trừ gian diệt bạo, sau là đệ tử của một tướng trong quân đội Tôn Trung Sơn lưu lạc sang Việt Nam), mẹ ông là Lưu Ngọc Lan, một hoa khôi của vùng Bạc Liêu – Cà Mau.
Ông ngoại của Thủ tướng Nguyễn Tấn Dũng là bác ruột của Nguyễn Chánh Tín, vì vậy, ông Nguyễn Tấn Dũng gọi Nguyễn Chánh Tín là cậu.
Những người cháu của ông gồm có Charlie Nguyễn, Tawny Trúc Nguyễn, Johnny Trí Nguyễn, Vân Sơn và Nguyễn Dương.

## Hoạt động nghệ thuật
Nguyễn Chánh Tín có năng khiếu hát từ nhỏ, ông thường được chọn biểu diễn đơn ca ở trường trong các dịp lễ. Ông từng học cấp 3 ở trường Mạc Đĩnh Chi, tham gia ban văn nghệ nhà trường với tư cách là ca sĩ.
Năm 1972, vì đột ngột nổi tiếng nên Chánh Tín đã không thể toàn tâm toàn ý cho việc học. Ông thi trượt vào trường Đại học Y khoa, trở thành sinh viên trường Luật và trường văn hóa.
Năm 1973, ông giành được huy chương vàng điện ảnh, lại được giải Kim Khánh về âm nhạc do 40 tờ báo hàng đầu Sài Gòn bình chọn.
Năm 1974, Chánh Tín đóng cặp với diễn viên Băng Châu trong phim Vĩnh biệt tình hè của đạo diễn Lê Hoàng Hoa.
Sau sự kiện 30 tháng 4 năm 1975, Chánh Tín làm diễn viên của đoàn kịch Bông Hồng. Theo lời nghệ sĩ Chánh Tín: "Vào năm 1975 tôi đang giàu có, có xe hơi, ở nhà villa còn lớn hơn cái bị tịch thu cơ nhưng rồi mất tất cả sau một đêm".
Vợ ông đi ủi đồ, dịch sách để nuôi chồng lúc ông không làm ra tiền, còn Chánh Tín đi bán rau củ, lắp ráp xe đạp. Cả hai còn tham gia diễn trong đoàn hát của nghệ sĩ Thẩm Thúy Hằng để kiếm sống.
Năm 1982, vì nghèo quá, khổ quá, chịu không nổi, Chánh Tín tìm cách vượt biên. Chuyến đi không trót lọt, ông phải về trình diện và bị bắt bỏ tù. Ông Dương Đình Thảo - Giám đốc Sở Văn hóa thông tin Thành phố Hồ Chí Minh thời đó - đã đề nghị công an vào khám đưa Chánh Tín ra để đóng vai chính trong phim Ván bài lật ngửa.
Thập niên 1990, Chánh Tín tiếp tục thành công trong lĩnh vực phim nhựa. Với Ngôi nhà oan khốc (1992) – tác phẩm do ông biên kịch có doanh thu một tỷ đồng, Chánh Tín thu hút khi lần đầu thử sức với đề tài kinh dị – tâm lý. Bến sông trăng (1998) đánh dấu sự trở lại của ông với phim tâm lý – xã hội trong vai một bác sĩ yêu bệnh nhân. Giữa thập niên 2000, ông tiếp tục ghi dấu ấn với phim Dòng máu anh hùng – tác phẩm do Charlie Nguyễn, cháu của ông, đạo diễn.
Năm 1995, Chánh Tín mở hãng phim Cinema Pictures tại California, Hoa Kỳ, sau 20 năm, hãng đổi tên thành Hãng phim Chánh Phương và vươn ra toàn cầu với bộ phim, Dòng máu anh hùng, tuy đạt tiếng vang về chuyên môn và phim được đánh giá cao, nhưng phim bị lộ lên mạng khiến hãng bị thua lỗ.
Phá sản ở tuổi xế chiều, ông phải bán ngôi biệt thự ở quận 10 để dọn vào ở trong một chung cư tại huyện Nhà Bè. Chánh Tín phải vừa đi hát phòng trà, bán quán nhậu vừa nhận phim để có tiền trang trải cuộc sống.

## Đời tư
Chánh Tín gặp Bích Trâm khi cả hai đang là sinh viên trường Luật và hoạt động chung trong Ban văn nghệ. Năm 1974, hai người làm lễ cưới. Cả hai có với nhau một con trai, một con gái (Minh Thức và Bích Uyên).
Sau thành công của Ván bài lật ngửa, Chánh Tín được nhiều phụ nữ theo đuổi. Ông thường xuyên bỏ vợ con đi ngoại tình với người hâm mộ hoặc bạn diễn, có lần còn bị công an bắt.

## Qua đời
Ông qua đời vào ngày 4 tháng 1 năm 2020 do bị đột quỵ.

## Phim đã tham gia
- Giữa hai làn nước
- Pho tượng
- Vĩnh biệt tình hè (1974)
- Đời chưa trang điểm, đoạt Huy chương vàng diễn xuất.
- Tình đất Củ Chi (1978)
- Miền đất không cô đơn
- Phượng
- Con mèo nhung (1981)
- Hạnh phúc ở quanh đây (1982)
- Ván bài lật ngửa (1982)
- Điệp khúc hi vọng (1988)
- Hai chị em
- Lá sầu riêng
- Biển động
- Hoa Quỳnh nở muộn
- Tóc gió thôi bay
- Ngôi nhà oan khốc (1992)
- Con sói trở về (1992)
- Sắc hoa màu nhớ
- Chiếc mặt nạ da người
- Bản tình ca cuối cùng
- Đôi mắt người thương
- Bến sông trăng (1998)
- Tóc ngắn (1999)
- 39 độ yêu (2005)
- Khi đàn ông có bầu (2005)
- Chuyện tình Sài Gòn (2006)
- Dòng máu anh hùng (2007)
- Suối oan hồn (2007)
- Phát tài (2008): đóng cùng Trương Ngọc Ánh, Hoài Linh[9]
- Chết lúc nửa đêm (2008). Bộ phim đã mang lại cho ông giải Cánh diều vàng 2008 hạng mục đạo diễn phim video ngắn xuất sắc nhất.[10]
- Bốn thí nghiệm đêm tân hôn (2008)
- Cưới ngay kẻo lỡ (2012)
- Đi qua dĩ vãng (2013)
- Đại ca U70 (2014)
- Fan cuồng (2016)
- Linh duyên (2017)
- Em chưa 18 (2017)
- Hoàng tử ơi, anh ở đâu (2017)
- Táo quậy (2019)

## Chương trình truyền hình
- Rồng vàng (2003 - 2004)
- Tình Bolero (2016)
- Hát câu chuyện tình (2017)
- Là Vợ Phải Thế (2018)
- Ký ức vui vẻ (2019)